# 삼성 갤럭시 탭 10.1
삼성 갤럭시 탭 10.1 V(Samsung GALAXY Tab 10.1 V)와 삼성 갤럭시 탭 10.1(Samsung GALAXY Tab 10.1)은 삼성전자에서 출시한 안드로이드 태블릿 컴퓨터로, 삼성 갤럭시 탭의 후속 제품이다. 화면이 7인치에서 10.1인치로 커지고 배터리도 커졌으며, 어도비 플래시를 지원한다.
2011년 4월 갤럭시 탭 10.1을 출시하였으나, 애플의 소송을 우회하기 위해 6월 8일 기존의 갤럭시 탭 10.1에서 사양과 디자인이 다소 변경된 모델이 출시하고 4월에 출시된 모델은 "갤럭시 탭 10.1 V"라는 이름으로 변경되었다.

## 안드로이드3.2 허니콤업그레이드
원래 3.2 허니콤 버전으로 시작하였다.

## 안드로이드4.0 아이스크림 샌드위치업그레이드
2012년 8월경 4.0.4 아이스크림 샌드위치로 업그레이드되었다.

## 논란
디자인과 사양을 다소 변경하여 출시하였음에도 불구하고 2011년 6월 18일 애플은 이 제품을 포함한 12개의 삼성전자의 제품을 추가 제소하였다. (4월에는 15개의 제품에 제소를 했었다.)
애플은 2011년 7월에는 오스트레일리아에서의 판매금지 가처분을 신청하였으며, 2011년 8월 10일에는 독일과 네덜란드에서 유럽에서의 판매금지 가처분을 신청하였다. 독일에서는 이를 받아들여 유럽에서의 판매금지 처분을 받았으나, 8월 16일 독일을 제외하고 유럽에서의 판매금지 처분을 철회하였으며, 9월 9일에는 독일, 10월 13일에는 오스트레일리아에서의 판매금지가 확정되었고, 삼성전자는 즉각 항소하였다.
2011년 11월 17일 삼성전자는 독일에서 제품 외관을 변경하여 갤럭시 탭 10.1 N(GT-P7501 (3g)/GT-P7511 (와이파이)이라는 모델을 출시하여 특허를 우회하였으나, 2011년 11월 30일 이 제품도 판매금지 가처분을 신청하였다.
2011년 11월 30일 오스트레일리아 법원은 삼성전자의 항소를 받아들여 이 제품의 판매금지 처분을 철회하였으며, 애플은 이에 불복하여 상고하였으나, 12월 9일 상고가 기각되었으며, 12월 3일에는 미국에서 애플의 판매금지 처분을 기각하였다.

## 같이 보기
- 삼성 갤럭시 탭
- 삼성 갤럭시 탭 8.9
- 삼성 갤럭시 S II
- 삼성 갤럭시 탭 7.7
- 삼성 갤럭시 노트 10.1